# 2019年11月中國大陸

## 11月1日
- 《北京市关于对部分载客汽车采取交通管理措施的通告》开始实施，外地车辆每年最多办理12次进京证，进京证每次有效期为7天，限行区域扩大到六环以内和通州区全境（六环路主路和高速公路除外）。[1]
- 国家烟草专卖局、国家市场监督管理总局通告，禁止向未成年人出售电子烟，禁止网上销售电子烟，禁止电子烟在网上发布广告[2]。
- 据新华社，当日晚间，国务院副总理刘鹤应约同美国贸易代表罗伯特·莱特希泽、美国财政部长史蒂芬·梅努欽通话讨论并取得原则共识。[3]
- 中央外事工作委员会办公室主任杨洁篪在钓鱼台国宾馆出席“北京论坛”（2019）开幕式并发表主旨演讲[4]。
- 国务院总理李克强在塔什干会见乌兹别克斯坦总统米尔济约耶夫[5]，之后出席上海合作组织成员国政府首脑会议[6][7]。

## 11月2日
- 香港示威者袭击了湾仔区的新华社亚太总分社办公大楼，打砸玻璃，进入建筑内部破坏，并在楼内纵火。[8]
- 江苏省丹阳市人民检察院以涉嫌强制猥亵罪、猥亵儿童罪批准逮捕江苏省女子足球青年队主教练陈广红[9]。

## 11月3日
- 2019国际划联龙舟世界杯于11月2日至3日在浙江省宁波市东钱湖举行，中国夺得全部10项比赛的冠军。这是国际划联龙舟世界杯的首届比赛。[10]
- 太原卫星发射中心成功用长征四号乙运载火箭发射高分七号卫星[11]。
- 2019年北京马拉松举行，肯尼亚选手齐索瑞奥以2小时7分6秒打破赛事纪录夺得男子组冠军，埃塞俄比亚选手凯贝德夺得女子组冠军[12]。

## 11月4日
- 习近平在上海市会见牙买加总理安德鲁·霍尼斯，双方同意将两国关系由友好伙伴关系提升为战略伙伴关系[13]。
- 桂林航空对GT1011次航班机长予以终身停飞的处罚[14]
- 富二代、万达集团董事長獨子王思聪被列入失信名單，其被北京市第二中级人民法院列为被执行人，被追討1.5億元人民幣的欠債。據粗略統計，王名下被凍結股權估值有8445萬元，包括其親手創辦的香蕉計劃旗下多家公司、上海水晶荔枝娛樂文化有限公司[15][16][17]。
- 国务院台湾事务办公室等20个机构出台《关于进一步促进两岸经济文化交流合作的若干措施》，包含为台湾企业提供同等待遇、为台湾同胞提供同等待遇各13项内容[18]。
- 中国同新西兰宣布结束中国-新西兰自由贸易协定升级谈判[19]。

## 11月5日
- 前一天（11月4日）4时47分许黑龙江省龙煤集团双鸭山矿业公司东荣二矿井下皮带道冒顶导致被困井下的7名矿工全部安全升井。[20]
- 1时43分，西昌卫星发射中心用长征三号乙运载火箭成功发射第49颗北斗导航卫星。至此，北斗三号全部3颗倾斜地球同步轨道卫星完成发射。[21]
- 第二届中国国际进口博览会在上海国家会展中心开幕，习近平出席并发表主旨演讲[22][23]。
- 下午法国总统埃马纽埃尔·马克龙同上海市徐汇区区长、西岸文化艺术委员会主席方世忠在上海，共同为“西岸美术馆与蓬皮杜中心五年展陈合作项目”揭幕。上海市文旅局局长于秀芬、中共徐汇区区委书记鲍炳章为西岸美术馆揭牌。美术馆预计11月8日向公众开放。[24]

## 11月6日
- 滴滴出行宣布自11月20日起，在哈尔滨、太原、石家庄、常州、沈阳、北京、南通先行提供顺风车服务，其中女性無法使用午夜時段服務[25]。

## 11月7日
- 广西壮族自治区南丹县庆达惜缘矿业公司矿山“10·28”坍塌事故因现场持续高温、有毒气体浓度高、地质不稳定，无施救条件，受困11人无生还可能，救援工作于19时终止[26][27]。

## 11月8日
- 因為在中國運送毒品而被羈押5年的日本愛知縣稻澤市前議員櫻木琢磨，被廣州市中級人民法院判處無期徒刑。中華人民共和國外交部發言人耿爽回應稱，案件已向日本駐廣州總領事館進行通報。該案件因為被指「複雜、須進一步查證」，延期判決累計20次，被形容情況罕見[28][29][30]。
- 一年前陷入问题疫苗丑闻的长生生物科技股份有限公司全资子公司长春长生生物科技有限责任公司因资不抵债被宣告破产[31]。
- 14时35分左右，广东省东莞市企石镇凯晟照明科技有限公司附近爆炸导致公司仓库起火，1人死亡，7人轻伤[32]。
- 云南省玉溪市中级人民法院一审宣判孙小果等13人组织、领导、参加黑社会性质组织等犯罪案，孙小果因组织、领导黑社会性质组织罪、开设赌场罪、寻衅滋事罪、非法拘禁罪、故意伤害罪、妨害作证罪、行贿罪数罪并罚判处有期徒刑25年、剥夺政治权利5年、没收个人全部财产[33]。
- 宁夏回族自治区中卫市环境污染事件曝光。环保志愿者在邻近沙坡头国家级自然保护区和腾格里沙漠的美利造纸速生林内发现多处污染液体倾倒场地[34]。中共中卫市委后来发布官方通报称，1998年至2004年间宁夏美利纸业集团委托宁夏美利纸业集团环保节能有限公司处理造纸黑液，后者将部分黑液倒入林区[35]。

## 11月9日
- 国家统计局发布数据，10月份全国居民消费价格指数同比上涨3.8%，生产物价指数同比下跌1.6%。其中，猪肉价格同比上涨101.3%。[36]

## 11月10日
- 携号转网在全国范围内试行。[37]
- 2019年国际乒联团体世界杯（英语：2019 ITTF Team World Cup）在日本东京落幕，中国包揽男子团体、女子团体两项冠军[38]。
- 来自中国赛区的FPX战队夺得英雄联盟2019赛季全球总决赛冠军[39]。
- 经过两天角逐，2019中华龙舟大赛总决赛在重庆市合川区落幕[40]。

## 11月11日
- 当日下午，一名男子剪断铁丝网，闯入云南省红河哈尼族彝族自治州开远市东城幼儿园，用喷雾器向师生喷洒氢氧化钠液体，3名教师和51名学生受伤。开远市公安局通报称，嫌疑人孔某涵已被抓获。通报称，孔某涵现年23岁，无业，幼年时父母离异，生活不顺利，因此产生厌世报复心理。[41]

## 11月12日
- 北京市朝阳区人民政府公告，内蒙古自治区锡林郭勒盟苏尼特左旗两人被确诊肺鼠疫，正在朝阳区救治。[42]医疗新闻网站健康界称，朝阳医院医生李积凤在社交平台上透露，她曾在11月3日接诊一名发热的中年男子，当时她没有判断出此人所患的病；这名男子曾在内蒙古自治区就诊，但病情并无好转，其妻也有发热症状。健康界后来将此文删除。[43]朝阳医院负责人称，两名患者曾在负压病房就诊，现已转诊到其他医院。[44]
- 澳门特别行政区行政长官崔世安公布2020年财政年度财政预算。澳门将继续施行现金分享计划，向每名澳门永久居民发放一万澳门元，非永久居民发放六千澳门元。[45]

## 11月13日
- 中华人民共和国文化和旅游部、国家文物局在中国国家博物馆举行圆明园马首铜像捐赠仪式。富商何鸿燊在2007年9月从香港苏富比拍卖公司买下圆明园马首，在2019年11月将其赠予国家文物局，作为纪念中华人民共和国成立70周年、澳门特别行政区成立20周年的献礼。国家文物局同何鸿燊协调后决定将马首铜像交由圆明园管理处保管。[46]
- 当日晚间，阿里巴巴集团向香港联合交易所提交文件，计划在港交所主板上市。[47]
- 11时40分，“快舟·我们的太空号”快舟一号甲遥十一运载火箭搭载吉林一号高分02A星从酒泉卫星发射中心发射。发射取得成功。[48]
- 14时35分，载有五颗宁夏一号卫星（“钟子号卫星”）的长征六号运载火箭在太原卫星发射中心升空，随后顺利进入轨道。[49]

## 11月14日
- 就权健自然医学科技发展有限公司、束昱辉等人涉嫌组织、领导传销活动等案，天津市武清区人民检察院向天津市武清区人民法院提起公诉。[50]
- 2022年國際足協世界盃外圍賽 – 亞洲區第二圈A组比赛中，中国国家足球队1比2不敌叙利亚国家足球队。赛后，中国男足主教练马尔切洛·里皮宣布辞职。[51]

- 第28屆金雞百花電影節主办方在新浪微博的官方帐号发文，宣传形象大使姚晨，引发网络争议。舆论认为她无资格担任大使[52]。此前，姚晨已因恶之花事件，被中国舆论批评数年，视她为“恨国公知”、投机爱国[53]。

## 11月15日
- 中华人民共和国住房和城乡建设部发布新版《生活垃圾分类标志》[54]，将在12月1日实施[55]。
- 伊丽莎白·比克（Elisabeth Bik）在PubPeer指称中国工程院院士南开大学校长曹雪涛论文有造假嫌疑，一些论文中的图片存在复制、粘贴或增加、删除等痕迹。[56]

## 11月16日
- 第十八届百花文学奖颁奖典礼在天津市河西区天津迎宾馆举行。[57]
- 内蒙古自治区锡林郭勒盟镶黄旗巴音塔拉苏木采石场的一名55岁男子在乌兰察布市化德县医院被确诊为腺鼠疫。病人曾于11月5日在采石场剥食野兔。内蒙古自治区卫生健康委员会称，尚未发现这一病例与12日确诊的两例有流行病学关联。患者的28名密切接触者已隔离。[58]
- 上午，国务院副总理刘鹤应约同美国贸易代表罗伯特·莱特希泽、美国财政部长史蒂芬·梅努欽通话。[59]
- 國際調查記者同盟与《纽约时报》等媒体合作，披露多份新疆再教育营文件，内容涉及管理制度、惩罚措施、规模等。[60]中华人民共和国外交部在18日的例行新闻发布会上回应，称纽约时报拙劣炒作所谓内部文件，对中国在新疆展开的反恐行动视而不见，故意抹黑中国的反恐和去极端化举措。[61]

## 11月17日
- 18时0分，快舟一号甲运载火箭在酒泉卫星发射中心以“一箭双星”方式将全球多媒体卫星系统α阶段A、B卫星（KL-α-A、KL-α-B）发射升空。卫星成功进入轨道。此前，快舟一号甲运载火箭在13日完成了一次发射任务。这次发射创下了中国同一型火箭在同一个发射场两次发射的最短间隔时间纪录。[62]
- 2019未来科学大奖颁奖典礼在北京市中国大饭店举办。王小云获数学与计算机科学奖，陆锦标、王贻芳获物质科学奖，邵峰获生命科学奖。[63]
- 中国人民解放军海军的第二艘航空母舰001A型航空母舰通过台湾海峡到南海开展试验和训练。[64]

## 11月18日
- 香港高等法院裁定特區政府推行的《禁止蒙面規例》違反《基本法》[65][66]。
- 美国商务部宣布再次将华为的临时通用许可证延长90天。[67]
- 13时50分许，山西省平遥县山西平遥峰岩煤焦集团二亩沟煤业有限公司9102工作面发生瓦斯爆炸，事故造成15人死亡，9人受伤。[68]
- 美国全国广播公司商业频道第二届全球科技大会在广东省广州市南沙区举行，会期至20日。[69]

## 11月19日
- 全国人民代表大会常务委员会法制工作委员会发言人臧铁伟表示，香港特别行政区法律是否符合香港基本法只能由全国人民代表大会常务委员会决定，其他机构无权判断。国务院港澳事务办公室表示，香港特别行政区高等法院原讼法庭“公然挑战全国人大常委会的权威和法律赋予行政长官的管治权力，将产生严重负面社会政治影响”。[70]
- 杭州互联网法院在线合并公开审理杭州市西湖区人民检察院诉瞿某侵害烈士董存瑞、黄继光名誉权两案，当庭判决被告瞿某败诉，要求其停止侵权并在国家级媒体公开道歉、消除影响。检察院指控，瞿某在其开设的网店售卖不同规格的两款贴画，一款绘有董存瑞舍身炸碉堡图像并配有文字“连长你骗我！两面都有胶！！”，另一款为黄继光舍身堵机枪口画面配文字“为了妹子，哥愿意往火坑跳！”售价在4元至68元人民币之间。董存瑞近亲未起诉被告，黄继光的侄子声明不起诉且表示黄继光已无近亲在世，西湖区人民检察院以公益诉讼起诉人发起了诉讼。[71]
- 晚间，第28届金鸡百花电影节暨第32届中国电影金鸡奖开幕式在福建省厦门市举行。开幕式现场宣布，金鸡奖由两年评选一次改为每年评选一次。[72]

## 11月20日
- 美国参议院于当地时间19日全票通过《香港人权与民主法案》[73]。中华人民共和国全国人民代表大会外事委员会、中国人民政治协商会议全国委员会外事委员会、外交部、国务院港澳事务办公室、中央人民政府驻香港特别行政区联络办公室五部门发表声明表示抗议和谴责[74]。
- 5时50分，位于山东省嘉祥县的山东能源肥城矿业集团梁宝寺煤矿发生火灾，11名矿工被困井下。[75][76]
- 国家统计局发布第四次全国经济普查公报。[77]
- 下午，日本东京地方裁判所一审宣判靖国神社泼墨案被告人胡大平无罪。法院认为，胡大平在靖国神社泼洒墨汁的行为属于受日本宪法保护的自由政治表达。[78]
- 21时50分，由福建省福州市马尾港开往马祖岛台湾货船苌薪轮在川石岛南侧水面与不明船只相撞，苌薪轮迅速沉没。9名船员弃船，7人获救，2人失联。[79][80][81]
- 生于美国华盛顿特区国家动物园的熊猫貝貝（英语：Bei Bei）抵达四川省成都市双流国际机场。貝貝随后被运至雅安市碧峰峡熊猫基地接受一个月的隔离检疫。[82]

## 11月21日
- 山东省嘉祥县梁宝寺煤矿11名被困矿工全部安全升井。[76]
- 英国驻香港总领事馆雇员郑文杰在社交媒体上声称自己在中国大陆被拘留期间受到酷刑和逼供，警方要求他承认英国支持、煽动香港骚乱。新华社发文评论指责郑文杰编造故事，而且在采访时闪烁其词、回避嫖娼问题。广东省深圳市罗湖区警方提供了视频，前半部分内容为郑文杰三次出入同一会所，后半部分为郑文杰承认自己嫖娼。视频中，郑文杰说由于害怕丢脸，所以选择不告诉家人和律师。[83]
- 2019世界5G大会在北京市举行，会期4天。[84]
- 6时30分左右，广渠门中学一名女学生在北京市东城区天坛东路一座过街天桥附近身中数刀而死。凶手为41岁男子张某，警方后来在西城区前门附近将其抓获。[85][86]
- 马来西亚移民局宣布破获一个由中国人主导、主要在中国行骗的网络诈骗案。马来西亚当局于20日上午11时派150名执法人员突击进入赛城的一座六层大楼，逮捕了680名中国人。[87]
- 伊朗外交部谴责美国参议院通过《香港人权与民主法案》干涉中国内政[88]。
- 中央外事工作委员会办公室主任杨洁篪在北京会见来华出席第十一届中美政党对话的美国共和、民主两党代表团[89]，他表示希望双方用好政党对话平台促进沟通[90]。

## 11月22日
- 中国科学院、中国工程院公布院士增选结果。中国科学院增选64位院士和20位外籍院士，中国工程院增选75位院士和29位外籍院士。[91]
- 下午，香港高等法院批准《禁止蒙面規例》在香港终审法院宣布上诉结果前暂时有效，有效日期至11月29日[92]。
- 17时40分左右，广东省深圳市福田区上梅林卓悦汇南门天花板局部垮塌，未造成伤亡[93]。
- 一辆苯胺槽车在甘肃省兰州市安宁区北环路西出口发生交通事故，导致苯胺从车底部的法兰处泄漏。此车载有29吨苯胺。兰州消防已赶赴现场处置。[94]
- 中国人民解放军南部战区政治工作部微信公众号“南部强军号”称，美国海军加布里埃尔·吉福兹号濒海战斗舰（英语：USS Gabrielle Giffords）、韦恩·E·迈耶号导弹驱逐舰（英语：USS Wayne E. Meyer）分别于20日、21日进入南沙群岛岛礁附近海域、西沙群岛领海，中国海军、空军进行了监视、识别、警告驱离。南部战区新闻发言人李华敏大校敦促美军停止挑衅行为。美国海军第七舰队称，加布里埃尔·吉福兹号濒海战斗舰在20日驶入美济礁12海里内水域，韦恩·E·迈耶号导弹驱逐舰在21日于西沙群岛无害通过。[95]

## 11月23日
- 8时55分，西昌卫星发射中心用长征三号乙运载火箭搭配远征一号上面级，采用“一箭双星”发射第50颗和第51颗北斗导航卫星，取得成功。[96]
- 晚间，第32届中国电影金鸡奖颁奖典礼暨第28届中国金鸡百花电影节闭幕式在福建省厦门市举行[97]。
- 上海市公安局静安分局在澳洲爆出中国特工王立强投誠揭秘後[98]，即時同日發布公告，聲稱王立强是在逃诈骗犯，为无业人员，其自称拥有的中国护照EA6210226和香港永久居民身份证Z780239均系伪造。声明称，王立强曾于2016年10月以诈骗罪被福建省光泽县人民法院判处有期徒刑一年零三个月，缓刑一年零六个月；2019年2月王立强以进口汽车投资为由骗走束某逾460万人民币，同年4月10日离开内地前往香港；上海市公安局静安分局已于4月19日以涉嫌诈骗罪对其立案侦查。[99]

## 11月24日
- 2019年香港区议会选举举行[100]。
- 上午，国家医疗保障局在山东省济南市发布首张全国医保电子凭证。[101]
- 题为《网易裁员，让保安把身患绝症的我赶出公司。我在网易亲身经历的噩梦！》的微信公众号文章引发关注。作者曾为网易员工，患上扩张型心肌病后被公司裁员。[102]
- 四川省成都市嘉年华青少年心理辅导中心被指虐待学员，引发关注。本日，成都市郫都区教育局发布《关于查处成都嘉年华健身服务有限公司违规经营的情况通报》，声称已在7月24日会同区市场监管局、区公安分局、新民场街道调查处理，核实情况后命令其关闭、清退学员；学员已完全清退，11月24日检查时未发现经营行为。[103]

## 11月25日
- 9时18分，广西壮族自治区靖西市发生5.2级地震，震源深度10千米。地震造成大新县1人死亡，3人受伤。[104]
- 2019年香港区议会选举完成计票。泛民主派取得大胜，赢得452席中的385席；亲建制派在区议会的席位大幅缩水至59席；其他派别赢得8席。[105]此次选举参加投票的选民人数约294万，创下1997年以来最高纪录。香港特首林郑月娥宣称，政府尊重选举结果，将倾听市民意见并认真反思。[106]
- 凌晨，贵州省织金县三甲街道贵州万峰矿业有限公司三甲煤矿发生疑似煤与瓦斯突出事故，共计8人被困。1人随后获救。[107]事故最终造成7人死亡。[108]
- 中國創新投資針對其董事长兼行政总裁向心及妻子龚青台湾法務部調查局扣留，發出聲明，指告知澳大利亚情报机关中國創新投資隶属中国人民解放军总参谋部的王立强，并非公司员工，所述均为捏造。[109]
- 广东省深圳市龍崗區人民檢察院作出刑事赔偿决定书，决定对李洪元给以国家赔偿，其中人身自由损害赔偿金79300.94元人民币，精神损害抚慰金27755元，共计107522.94元，检察院向李洪元原工作单位华为技术有限公司和其父工作单位发函为其恢复名誉。李洪元2005年10月入职华为，2018年1月31日办理离职。李洪元同公司协商后，双方同意离职补偿款为331576.73元。华为公司通过部门秘书的个人账户在2018年3月8日向他转账304742.98元。2018年12月16日，深圳市公安局以敲诈勒索罪将李洪元刑事拘留。2019年1月22日，龍崗區檢察院批准逮捕李洪元。2019年3月21日，公安局将李洪元移送龙岗区检察院起诉。龙岗区检察院审查并退回补充侦查后，认为事实不清、证据不足，在8月22日作出不起诉的决定。李洪元在8月23日获释，共被羁押251天[110]。
- 当地时间下午，在尼日利亚奥雄州的两名中国公民下班后返回驻地途中被绑架。两人在27日获救。[111]
- 下午，居住在重庆市的仿妆网红博主@宇芽YUYAMIKA在新浪微博发文，称与前男友微博博主@沱沱的风魔教交往时五次遭遇家庭暴力。重庆市公安局江北分局次日宣布介入调查。[112]28日，重庆市公安局江北分局通报，44岁的陈某（网名沱沱的风魔教）因故意伤害、利用微信威胁他人人身安全被处行政拘留20日和罚款。何某（网名宇芽YUYAMIKA）27日向重庆市江北区人民法院申请人身安全保护令已经获批。[113]
- 云南省弥勒市警方同玉溪市江川区警方联手侦破2017年的一起杀人抛尸案。[114]

## 11月26日
- MSCI扩容于本日收盘后生效，沪深A股权重继续扩大。[115]
- 中共中央、国务院印发《关于保持土地承包关系稳定并长久不变的意见》[116][117]，提出保持土地承包关系稳定且长久不变，第二轮土地承包到期后再延长三十年。[118][119]
- 日兰高速铁路日照至曲阜段正式开通。[120][121][122]
- 新华社报道，新晃一中操场埋尸案已经彻底查清，杜少平、罗光忠被逮捕并以涉嫌故意杀人罪提起公诉；19名涉案公职人员受党纪、政纪处分，其中10人涉嫌犯罪被逮捕并移送审查起诉；杜少平犯罪团伙13人被逮捕并起诉。[123]
- 18时左右，位于云南省临沧市的云凤高速公路第二合同段安石隧道出口处发生突泥涌水，13人被困。此项目由贵州省公路工程集团有限公司承建。[124]12月4日，搜救工作结束。事故共12人死亡、1人受伤。[125]
- 中国船舶集团成立大会在北京市举行。合并中国船舶工业集团与中国船舶重工集团组建的中国船舶集团是世界最大造船集团。[126]
- 国务院副总理刘鹤再度同美国贸易代表罗伯特·莱特希泽、美国财政部长史蒂芬·梅努欽通话。[127]

## 11月27日
- 加拿大籍艺人高以翔在浙江省宁波市录制浙江卫视《追我吧》时心源性猝死。演艺圈人士和网友批评浙江卫视一味追求收视率、无视艺人安全。[128]
- 晚间，内蒙古自治区乌兰察布市四子王旗江岸苏木一名男子在四子王旗人民医院就诊时被确诊为腺鼠疫个案。病人的密切接触者已被隔离。政府对其居住地附近进行了消毒杀菌。[129]这是本月中国第4宗鼠疫确诊病例。另据报道有网传鼠疫已扩散至吉林长春。有声称是患者家属指，其大伯因染肺炎被拒就医，结果近日不治死亡，更被火速下葬。惟消息目前已被删除，官方暂未回应[130]。
- 新浪微博网友举报北京市延庆区北京明声听力康复中心打骂、虐待听障儿童，虚假宣传、欺骗家长。网友称，中心教师会对学生施以打屁股、扇耳光的暴力行为，甚至用扫把直接在床上打；中心宣称一对一教学，实际从不一对一；只有在学生家长索要学习视频时教师才会给那位学生上课，其他学生只能看电视；周末学校让听障学生在不佩戴助听器和人工耳蜗的情况下在活动室看一整天电视；网友还举报称，中心卫生环境恶劣，饮食很差，时常吃不饱，有时甚至喝不到水。另一位微博网友声称曾被该中心拖欠工资，现已离职，举报中心打骂儿童、教师不经培训上岗、教师无健康证、儿童睡脏被子、扣留捐赠食品等。北京明声听力康复中心在28日凌晨回应称，网友的举报视频和图片确为在中心拍摄，是离职员工恶意发布，视频和图片一部分属于断章取义，中心不存在虐童行为。28日，北京市延庆区政府在微博通报，延庆区在知悉举报后连夜成立调查组，派工作组进驻明声中心，明声中心张某、李某某两人因涉嫌犯罪已被刑事拘留，延庆区已派专业康复团队进驻中心。[131]

## 11月28日
- 《香港人權與民主法案》获得美国总统特朗普签字而成为法律[132]，中国外交部、国务院港澳事务办公室、中央人民政府驻香港特别行政区联络办公室发表声明谴责美国干涉中国内政、违反国际法、故意破坏香港稳定。香港特别行政区政府发文反对美国此项立法。[133]
- 国家医疗保障局、人力资源和社会保障部发布新版《国家基本医疗保险、工伤保险和生育保险药品目录》，新版医保目录将在2020年1月1日生效。[134]
- 7时52分，太原卫星发射中心用长征四号丙运载火箭成功发射高分十二号卫星。[135]
- 《自然》发表中国科学家黑洞研究成果。中国科学院国家天文台刘继峰、张昊彤团队利用郭守敬望远镜发现了已知最大质量的恆星黑洞LB-1。[136]
- 与男友法子英一同杀死7人的劳荣枝潜逃20年后在福建省厦门市落网。[137]
- 广东省化州市文楼镇发生警民冲突。化州市政府在27日发布《化州市人文生态园建设项目（含殡仪馆）社会稳定风险评估征询意见公示》，拟在位于文楼镇的茂名市国有文楼林场工人岭工区后背岭建设含有殡仪馆的化州市人文生态园。民众原计划28日向化州市政府请愿，遭到警察阻拦，激起民众与警察的对立。11月30日，警民冲突中被捕的村民获释，中共文楼镇党委书记李伟华保证永不在文楼镇建设殡仪馆。中国大陆媒体没有报道此事。[138][139]

## 11月29日
- 香港警方解除对香港理工大学的封锁，校方接管校园。封锁理大事件中，香港警方共拘捕1377人，其中810人是在离开时被捕。警方在理大发现约四千枚汽油弹和一条较完整的汽油弹生产线。香港理工大学校长滕锦光称，和平离开理大的抗议者人数超过1100名，包括三百多名中学生，仅46名是理大学生。[140]
- 港珠澳大桥珠海口岸举行反恐演习，官方公布公安派出逾千名警力、80多辆警用车辆参加，出席官员有中共珠海市委书记、市人大常委会主任郭永航，香港警务处副处长萧泽颐、澳门警察总局局长助理吴锦华等[141]。
- 连接湖北省武汉市和十堰市的汉十高速铁路开通运营[142]。
- 江西省上饶市中级人民法院一审公开开庭审理王某建故意杀人案（即上饶五小杀人案）。法院认定王某建故意杀人罪成立，判处死刑、剥夺政治权利终身。由于女儿何某某与同班同学刘某某发生纠纷，王某建在2019年5月10日上午携带屠宰刀进入上饶市第五小学三年级（1）班教室，连刺刘某某十几刀，随后将刘某某摔到走廊上。刘某某在送医后不治身亡。事发后，班主任汪某某等人拨打报警电话。王某建明知他人已经报警，仍然带刀坐在学校操场边的台阶上。警察到场后，将王某建控制。[143]
- 海南省高级人民法院副院长张家慧被免职[137]。媒体随后披露，纪检监察机关认定张家慧对抗审查、受贿、干预司法，将其开除中国共产党党籍，并移送司法机关[144]。此前，网友举报张家慧同丈夫刘远生拥有至少35家企业，资产超过200亿元人民币[137]。
- 一封由首都医科大学校长、北京大学生命科学学院终身讲席教授饶毅写给国家自然科学基金委主任李静海的举报信在网上流传。信中，饶毅以个人身份举报中国科学院上海药物研究所研究员耿美玉、中国科学院院士裴钢、武汉大学基础医学院教授李红良三人造假，建议基金委调查。饶毅回应称，此信“没有发出，有过草稿”。中国科学院上海药物研究所回应称，经查耿美玉不存在造假行为；裴钢供职的中国科学院分子细胞科学卓越创新中心称正在调查。[145]
- 中共中央决定：山西省委书记骆惠宁年满65岁免去现职，省长楼阳生升任省委书记。省委副书记林武提名省长人选。上海市委副书记尹弘调任河南省委副书记、提名省长人选。[146][147]

## 11月30日
- 国家统计局服务业调查中心和中国物流与采购联合会发布11月中国采购经理指数：制造业PMI为50.2%，6个月后重回荣枯线之上；非制造业商务活动指数为54.4%，是近四个月的最高值。[148]
- 国家安全机关公布两起案件：台湾人李孟居在2019年10月31日被深圳市国家安全局逮捕，罪名为为境外刺探、非法提供国家秘密罪；伯利兹籍李亨利（Lee Henley Hu Xiang）涉嫌资助危害国家安全犯罪活动罪，在2019年11月26日被广州市国家安全局逮捕。[149]
- 中国曲艺家协会相声艺术委员会发文谴责德云社演员张云雷、杨九郎，认为两人表演相声时调侃、侮辱了京剧演员李世济、张火丁，“跌破道德底线，挑战公序良俗”。[150]